# 紀元前615年
紀元前615年（きげんぜん615ねん）は、西暦（ローマ暦）による年。紀元前1世紀の共和政ローマ末期以降の古代ローマにおいては、ローマ建国紀元139年として知られていた。紀年法として西暦（キリスト紀元）がヨーロッパで広く普及した中世時代初期以降、この年は紀元前615年と表記されるのが一般的となった。

## 他の紀年法
- 干支 : 丙午
- 日本
  - 皇紀46年
  - 神武天皇46年
- 中国
  - 周 - 頃王4年
  - 魯 - 文公12年
  - 斉 - 昭公18年
  - 晋 - 霊公6年
  - 秦 - 康公6年
  - 楚 - 穆王11年
  - 宋 - 昭公5年
  - 衛 - 成公20年
  - 陳 - 共公17年
  - 蔡 - 荘侯31年
  - 曹 - 文公3年
  - 鄭 - 穆公13年
  - 燕 - 桓公3年
- 朝鮮
  - 檀紀1719年
- ユダヤ暦 : 3146年 - 3147年

## できごと

### 中国
- 郕の太子朱儒が魯に亡命した。
- 楚の成嘉が令尹となった。舒の諸国が楚から離反すると、成嘉は舒子平と一族を捕らえ、巣を包囲した。
- 秦軍が晋に侵攻し、羈馬を占領した。両軍は河曲で会戦し、秦軍は退却した。
- 秦軍が晋に侵攻し、瑕を攻撃した。

## 死去
- 修道王 - 箕子朝鮮の王
- 文公 - 邾の君主